# 欣山
78°27′S 85°46′W / 78.450°S 85.767°W

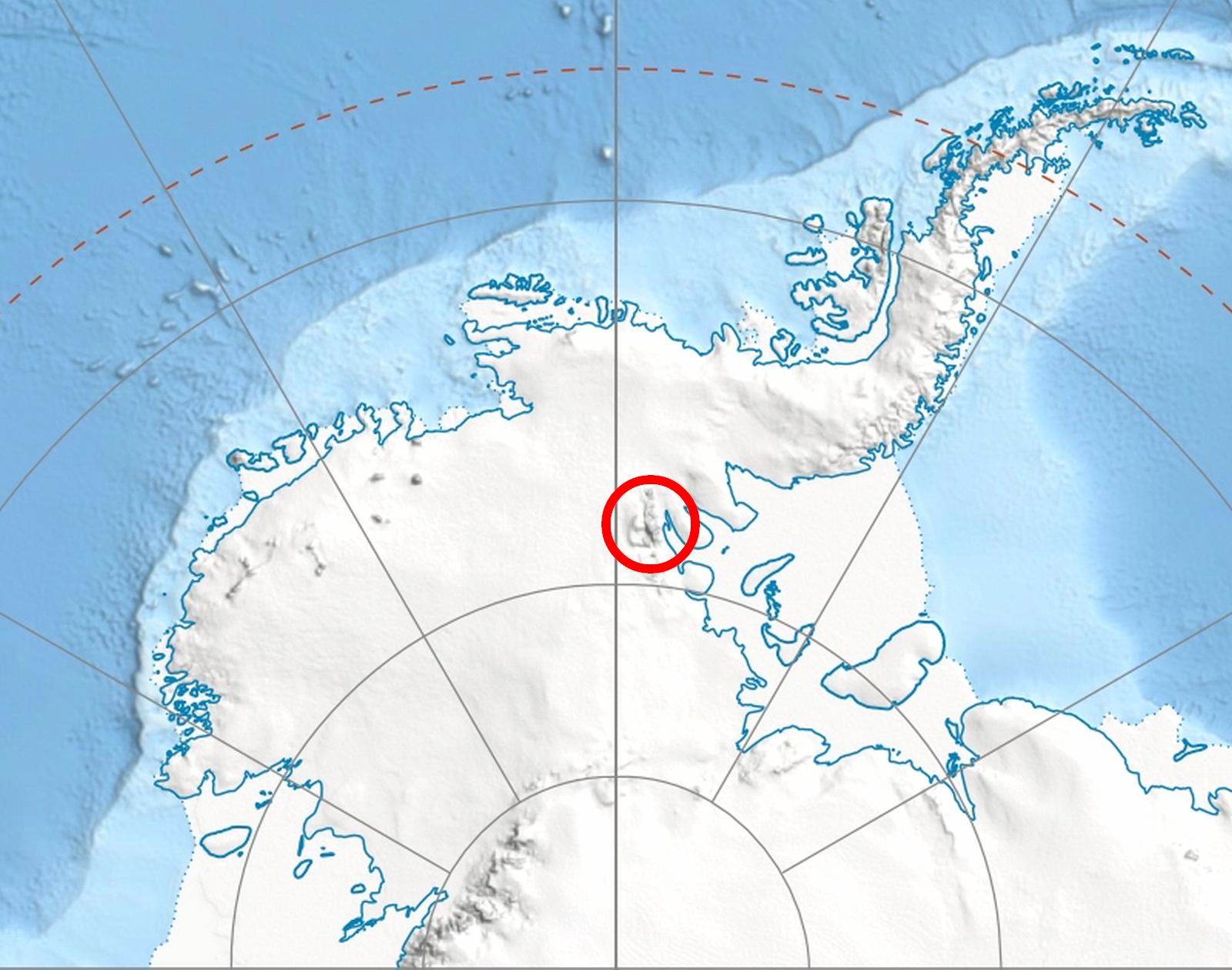

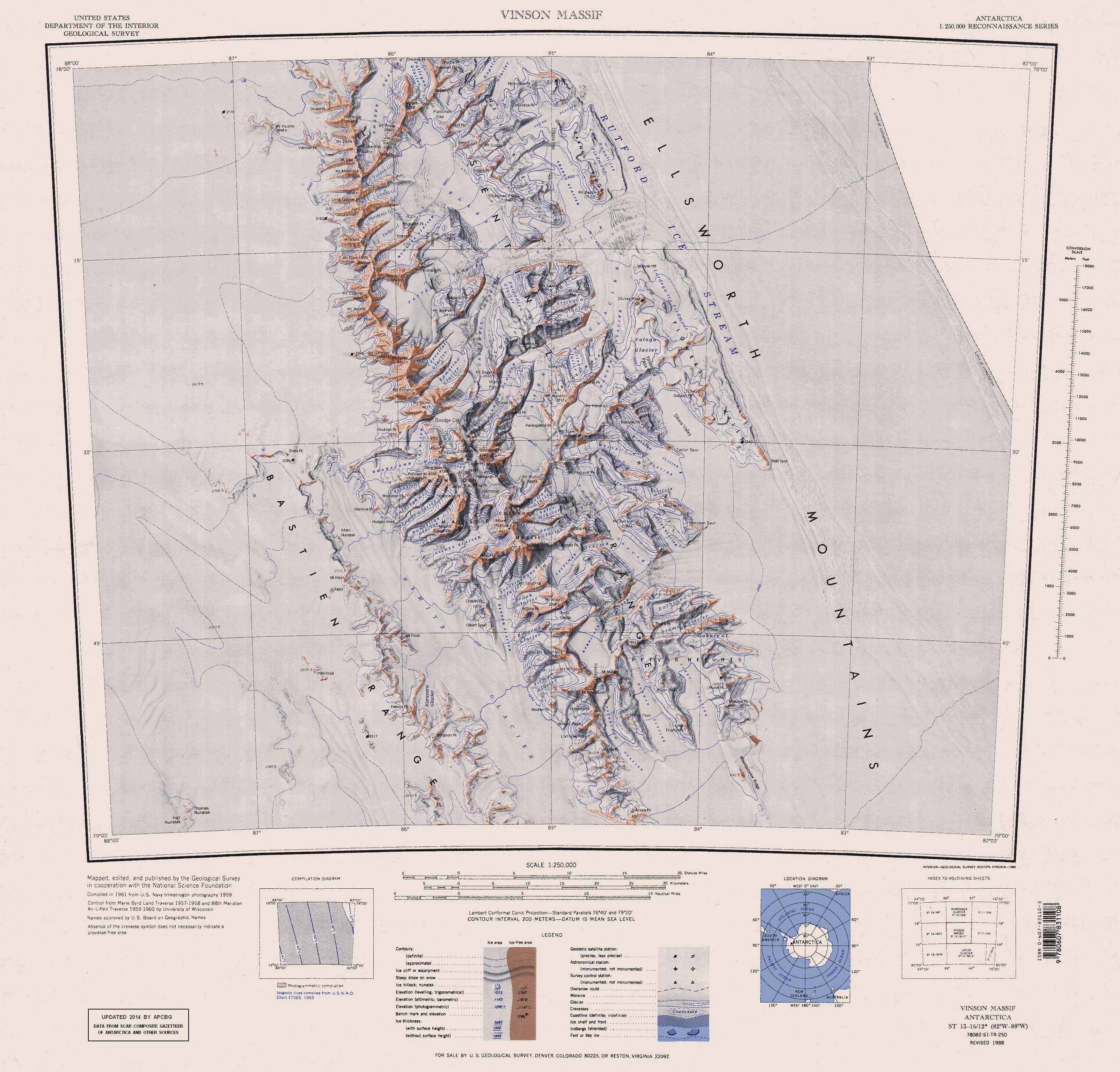

欣山（英語：Mount Shinn）是南極洲的山峰，位於埃爾斯沃思地，處於埃爾斯沃思山脈中森蒂納爾嶺的一部分，在泰里山東南面6公里，海拔高度4,660米，現時由南極條約體系管理。